# 兩國梶之助
兩國梶之助(四代目)，(1962年7月30日-），原名小林秀昭，日本長崎縣長崎市出身的前大相撲力士。他身高185cm，重178kg。他所屬的相撲部屋是出羽海部屋，最高位置是東小結。引退後成為了境川部屋的親方。

## 生涯
小林秀昭生於1962年7月30日，是長崎市一個焊接工人的次子。他是一個早產兒，因為身材矮小而不得不給予特別照顧。他從很小的時候就對相撲很感興趣，但是在高中時踢足球，因為沒有機會在初中練習相撲。他是日本大學的業餘相撲冠軍，在那裡他贏得了六個主要冠軍。因此當他加入職業相撲後獲得幕下付出的身份，被允許直接從幕下開始相撲生涯。他在第一場場所中輸了，因此降到三段目40枚目，然而，他以五連勝的成績作出回應，並於1986年3月首次晉升到十兩2枚目。。在1986年11月和1987年1月兩次得十兩優勝之後，他被提升為幕內力士。在1987年1月的比賽後為了紀念他的晉升，他採用兩國作四股名，這是一個元祿時代大關的名號。
他在前兩場幕內級比賽中取得了勝越，並於1987年7月達到了小結級別。這是他的最高位置。他有一次殊勳賞和敢鬥賞。他擊敗橫綱的三個金星都是對千代之富士貢的比賽贏得的。1990年7月，他不僅擊敗了千代之富士，而且也是唯一一個擊敗優勝得主旭富士正也的人。他後來的職業生涯中因傷病問題迫使他降級幾次退回到十兩，他於1993年1月退休。

## 引退後
他後來成為日本相撲協會年寄，襲名中立，在1998年5月場所終結後、從出羽海部屋分家創設獨立的「中立部屋」。在2003年1月場所終了後改名境川，它是相撲界中最強的部屋之一，截至2011年有七個屬關取級別的力士。培訓出大關豪榮道豪太郎和關脇妙義龍泰成等力士。